# 大眼高原鳅
大眼高原鳅（学名：Triplophysa macrophthalma）为輻鰭魚綱鲤形目條鳅科高原鳅属的鱼类。在中国，分布于南盘江中游等。该物种的模式产地在宜良县的狗街的南盘江。生活习性不明。

## 扩展阅读
維基物種上的相關：大眼高原鳅